# Caladenia × lavandulacea
Caladenia × lavandulacea là một loài thực vật có hoa trong họ Lan. Loài này được R.S.Rogers mô tả khoa học đầu tiên năm 1927.